# Sisymbrium altissimum

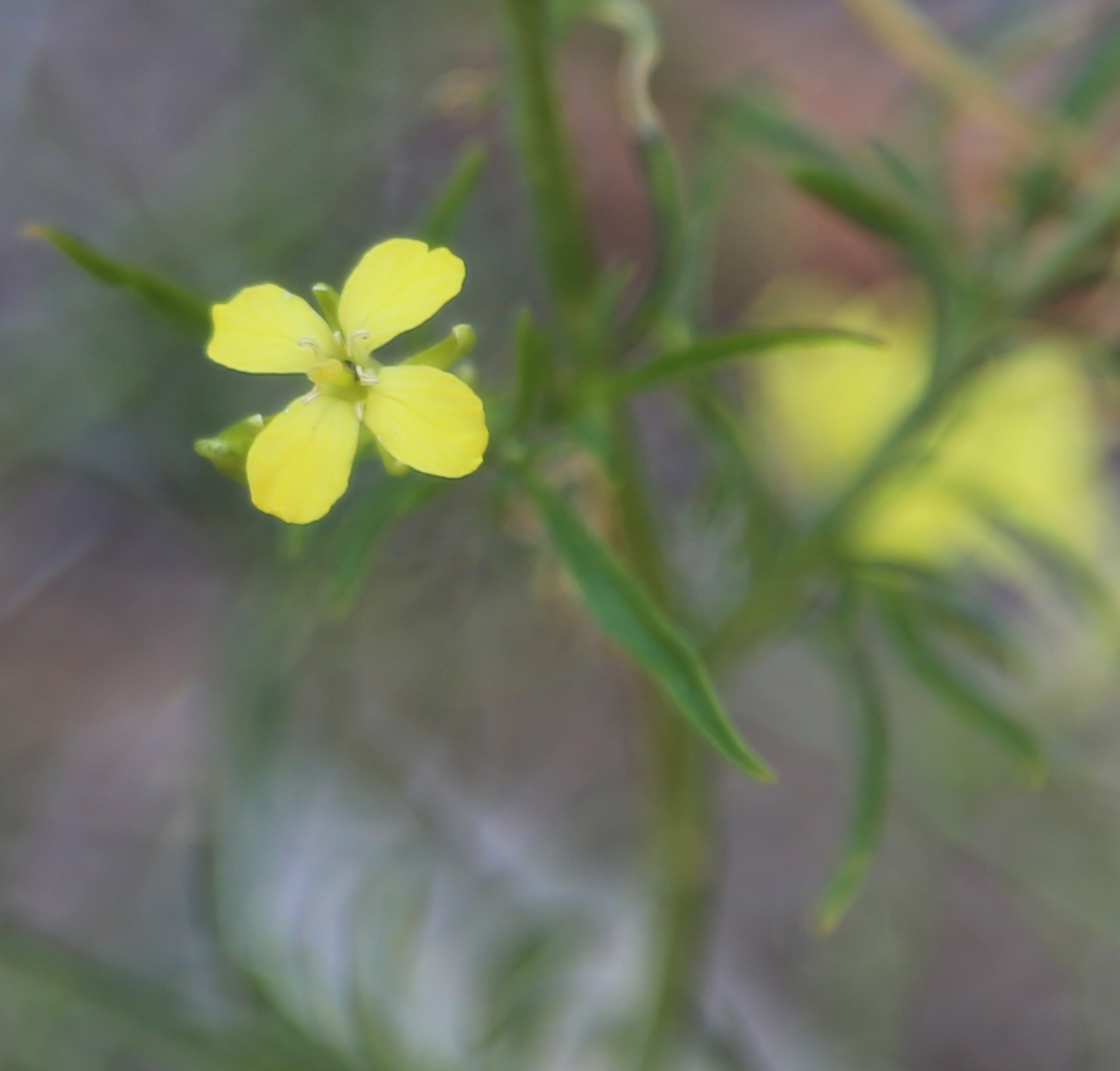
Sisymbrium altissimum detalle de su minúscula flor.

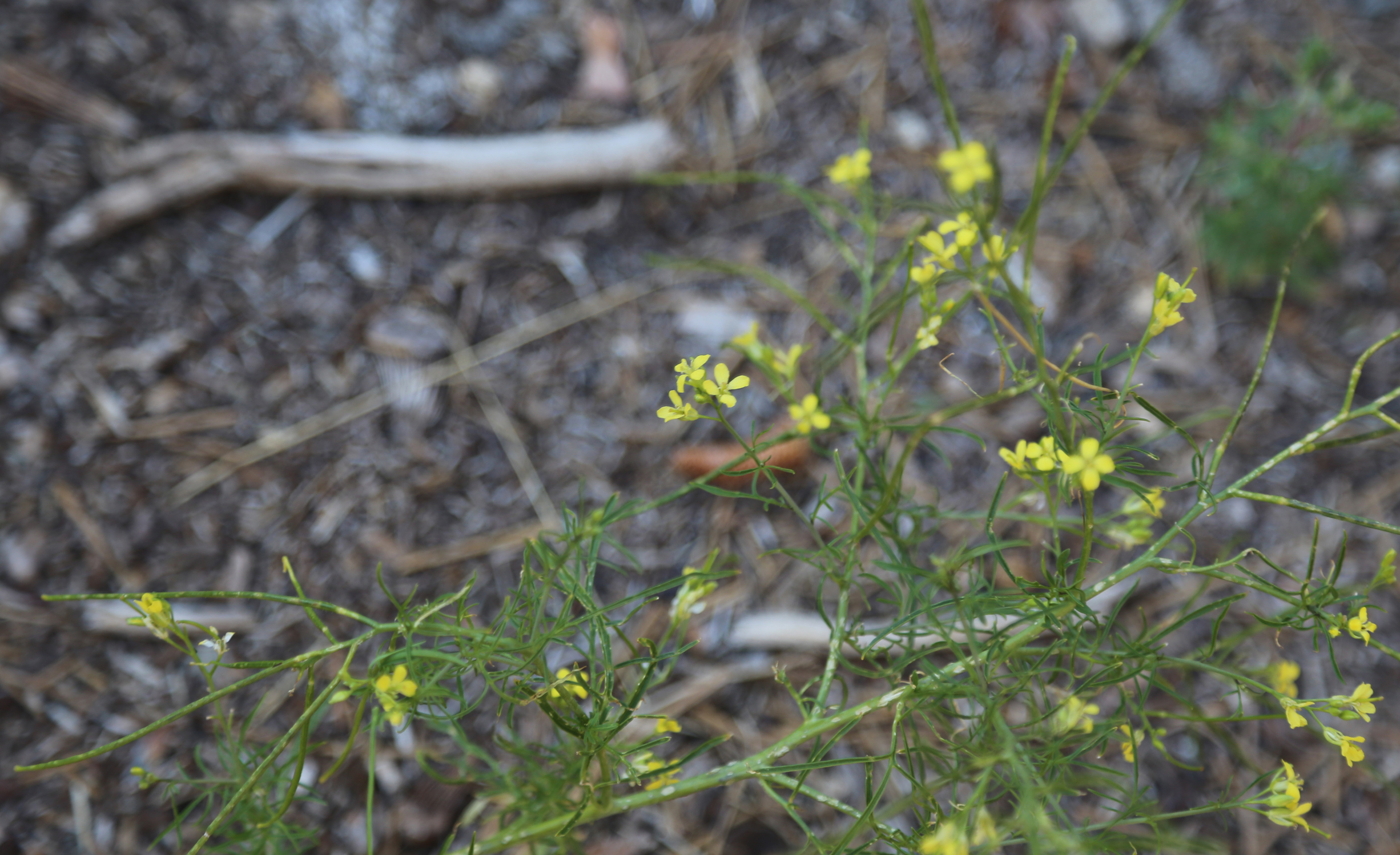
Planta de Sisymbrium altissimum.

Sisymbrium altissimum (nombre común mostacilla alta) es una especie de planta del orden Brassicales. Es nativa del oeste de la cuenca mediterránea en Europa y el norte de África y se encuentra naturalizada por todo el mundo. Probablemente fue introducida en América del Norte como un contaminante de semillas de gramíneas. La planta crece en suelos de todo tipo de texturas, aun arena. La planta germina en invierno o principios de la primavera.  La floración es prolongada, y al alcanzar la madurez la planta forma un estepicursor. 

## Descripción
La mostacilla alta es una planta alta (hasta 1,5 m) pero de aspecto delicado, con tallos delgados y muy ramificados. Las hojas del tallo se dividen en lóbulos delgados y lineales, mientras que las hojas basales son más anchas y pinnadas compuestas. Las flores son discretas y tienen solo unos 6 mm de ancho. Tienen cuatro pétalos generalmente amarillos y cuatro sépalos estrechos y curvos. Las vainas son delgadas y largas (5 a 10 cm). En la madurez muere, se desarraiga y rueda impulsada por el viento, esparciendo sus semillas.

## Uso en gastronomía
Las hojas son lo suficientemente picantes como para preparar wasabi, pero también se las puede incorporar con ensaladas y otros platillos.